# Centorisoma mongolicum
Centorisoma mongolicum är en tvåvingeart som beskrevs av Nartshuk 1968. Centorisoma mongolicum ingår i släktet Centorisoma och familjen fritflugor. Inga underarter finns listade i Catalogue of Life.